# Hans Pettersson
 Der er for få eller ingen kildehenvisninger i denne artikel, hvilket er et problem. Du kan hjælpe ved at angive troværdige kilder til de påstande, som fremføres i artiklen.

Hans Pettersson (født 26. august 1888, død 25. januar 1966) var en svensk oceanograf og fysiker. Han var søn af den svenske havsforskningspioner Otto Pettersson. Pettersson var professor i oceanografi ved Göteborgs universitet fra 1930 til 1956. Han forskede særlig i radioaktive stoffer i havet og sedimentet. I 1947-48 stod Pettersson i spidsen for den svenske dybhavsekspedition Albatros-ekspeditionen.
Pettersson blev i 1948 medlem af det svenske Kungliga Vetenskapsakademien og har modtaget flere udenlandske hædersbevisninger bl.a. Galathea Medaillen af Det Kongelige Danske Geografiske Selskab.